# 皮埃尔·邦当
皮埃尔·邦当（英語：Pierre Bontemps, 1512年—1570年），文艺复兴时期欧洲艺术家。他曾在枫丹白露协助普利马蒂乔制作装饰雕塑。这位雕塑家为弗朗西斯一世制作了心脏容器，并且根据菲利贝尔·德洛姆的设计，为弗朗西斯一世制作陵墓雕像（这些作品现藏法国巴黎附近的圣德尼修道院。）